# Лик, Миранда
Миранда Лик Уэрта (англ. Miranda Leek Huerta; род. 18 мая 1993, Де-Мойн) — американская лучница, выступающая в соревнованиях в стрельбе из олимпийского лука.

## Карьера
Лик родилась в Де-Мойне, штат Айова. Стрелять из лука научилась с помощью отца, Скотта Лика, который является любительским стрелком. Когда ей было 5 лет, Скотт Лик взял дочь с собой на стрельбище и научил пользоваться классическим олимпийским луком. Со временем она начала участвовать в местных соревнованиях, переключившись на блочный лук, но всё же вернулась к олимпийскому луку в 12 лет. Всё это время Лик продолжала тренироваться под руководством своего отца при дополнительной поддержке тренера по стрельбе из лука Терри Вундерле и его сына, бывшего олимпийца Вика Вундерле. С 14 лет по сей день её тренирует Кисик Ли, при этом отец также остаётся личным тренером.
В 2010 году Лик стала единственной представительницей Соединенных Штатов в женской стрельбе из лука на Летних юношеских Олимпийских играх 2010 года. В следующем году она окончила католическую среднюю школу Даулинга в Западном Де-Мойне и с осени 2012 года была принята в Техасский университет A&M. Также в 2011 году Лик участвовала в составе женской сборной США в Панамериканских играх 2011 года в Гвадалахаре. Она завоевала серебряные медали как в личном, так и в командном зачете.
Она квалифицировалась для участия как в индивидуальном и командном соревнованиях на Летних Олимпийских играх 2012 года в Лондоне, опередив опытных лучников за право участвовать в индивидуальных соревнованиях от Соединенных Штатов. В первом раунде Миранда победила украинку Екатерину Палеха, но затем уступила итальянке Пии Льонетти.